# 布氏鰕鱂
布氏鰕鱂，為輻鰭魚綱鯉齒目鰕鱂亞目鰕鱂科的其中一種，為熱帶魚類，分布於亞洲印度及斯里蘭卡淡水、半鹹水域，體長可達6公分，棲息在靜止或流動緩慢有遮蔽的溪流、沿海紅樹林底中層水域，成小群活動，以昆蟲、孑孓、小魚等為食，生活習性不明，可做為觀賞魚。

## 擴展閱讀
維基物種上的相關：布氏鰕鱂